# World Wrestling Council
La World Wrestling Council  est une fédération de catch américaine créée en 1973, la fédération est basée sur l'ile de Porto Rico.
Elle est fondée en 1973 sous le nom de Capitol Sports Promotions par Gorilla Monsoon, Carlos Colón, Sr et Victor Jovica. C'est à l'époque un territoire de la National Wrestling Alliance (NWA) et devient populaire sur l'île en produisant l'émission Super Estrellas de la  Lucha Libre diffusé sur la chaine WAPA-TV. De plus le fait d'être un territoire de la NWA permet de faire venir des catcheurs américains et canadiens. En 1988, Capitol Sports Promotions quitte la NWA et Gorilla Monsoon se retire. Cela met l'entreprise en difficulté qui se déclare en banqueroute. Colón et Jovica prennent la suite en rebaptisant la fédération en World Wrestling Council.

## Histoire de la World Wrestling Council

### Contexte de la création
Dans les années 1950, des catcheurs américains effectuent ponctuellement des tournées de spectacles de catch sur l'île de Porto Rico. Ce divertissement devient populaire et incite Clarence Luttrell qui est promoteur de la Championship Wrestling from Florida, un des territoires de laNational Wrestling Alliance (NWA) couvrant une partie de la Floride, de venir plus fréquemment sur cette île. Luttrell n'engage pas de catcheurs locaux et fait passer des catcheurs mexicains comme José Lothario pour des portoricains.

### Capitol Sports Promotions (1973-1995)

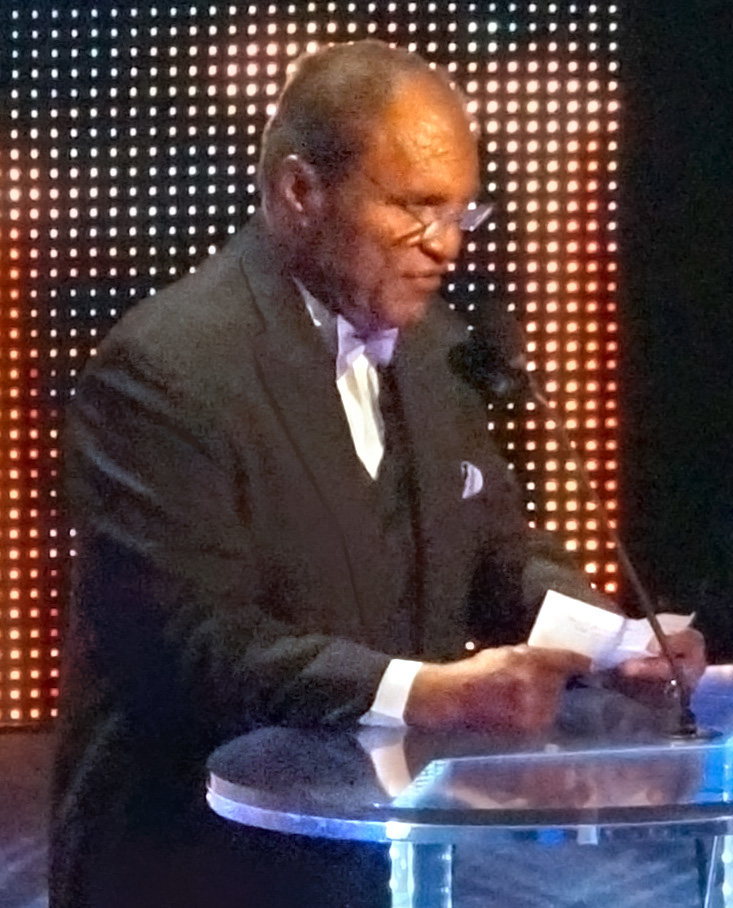
Carlos Colón (ici en 2014) est un des trois cofondateurs de la World Wrestling Council et en est le catcheur vedette.

En 1973, Gorilla Monsoon s'associe à Carlos Colón, Sr et Victor Jovica pour créer la Capitol Sports Promotions. Monsoon travaille alors principalement à la World Wide Wrestling Federation il fait venir à Porto Rico les catcheurs de cette fédération. Cela donne notamment lieu à un match de boxe entre Monsoon et André The Giant en 1977 remporté par ce dernier à la 2e reprise. Cette fédération devient membre de la National Wrestling Alliance (NWA) à la fin des années 1970 et produit l'émission Super Estrellas de la  Lucha Libre diffusé sur la chaine WAPA-TV. Colón devient le catcheur vedette de cette fédération avec comme rival Abdullah the Butcher à partir de 1978. 
En 1983, la fédération organise Aniversario pour fêter le 10e anniversaire de la fédération le 17 septembre à l'Hiram Bithorn Stadium de San Juan. Dans le match phare de ce spectacle, André The Giant bat Abdullah the Butcher. Aniversario devient l'événement annuel phare de la fédération. 

## Mort de Bruiser Brody (1988)
Le 16 juillet 1988, Bruiser Brody se prépare avant son combat dans les vestiaires avec Dutch Mantell et Tony Atlas au Loubriel Stadium de Bayamón. Peu de temps après, José González demande à lui parler en privé dans les douches et on retrouve Brody poignardé et González avec un couteau. Brody meurt le lendemain matin à l'hôpital.
La police porto ricaine arrête González qui se retrouve accusé de meurtre au premier degré et ne pouvant pas payer sa caution de 120 000 dollars il fait de la prison. Le procès de González se tient du 23 au 26 janvier 1989 où son avocat plaide la légitime défense et le jury décide de l'acquitter.

## Championnats et accomplissements
| Titre                                     | Champion(s) Actuel(s) | Date de victoire | Ancien(s) champion(s)                        |
| ----------------------------------------- | --------------------- | ---------------- | -------------------------------------------- |
| WWC Universal Heavyweight Championship    | Carlito (16)          | 6 mars 2016      | Mr.450 (1)                                   |
| WWC Puerto Rico Heavyweight Championship  | Chicano (6)           | 28 mai 2016      | Angel Fashion (2)                            |
| WWC World Tag Team Championship           | La Revolución (4)     | 25 juin 2016     | Juventud Extrema (Mike Mendoza & Cuervo) (3) |
| WWC World Junior Heavyweight Championship | Tommy Diablo (15)     | 16 juillet 2016  | Angel Cotto (2)                              |